# Семенчиха (Нижньогородська область)
Семенчиха (рос. Семенчиха) — присілок в Ветлузькому районі Нижньогородської області Російської Федерації.
Населення становить 35 осіб. Входить до складу муніципального утворення Туранська сільрада.

## Історія
Від 2009 року входить до складу муніципального утворення Туранська сільрада.

## Населення
| 1999 | 2002 | 2010 |
| ---- | ---- | ---- |
| 47   | ↘43  | ↘35  |